# Artèria caròtide comuna

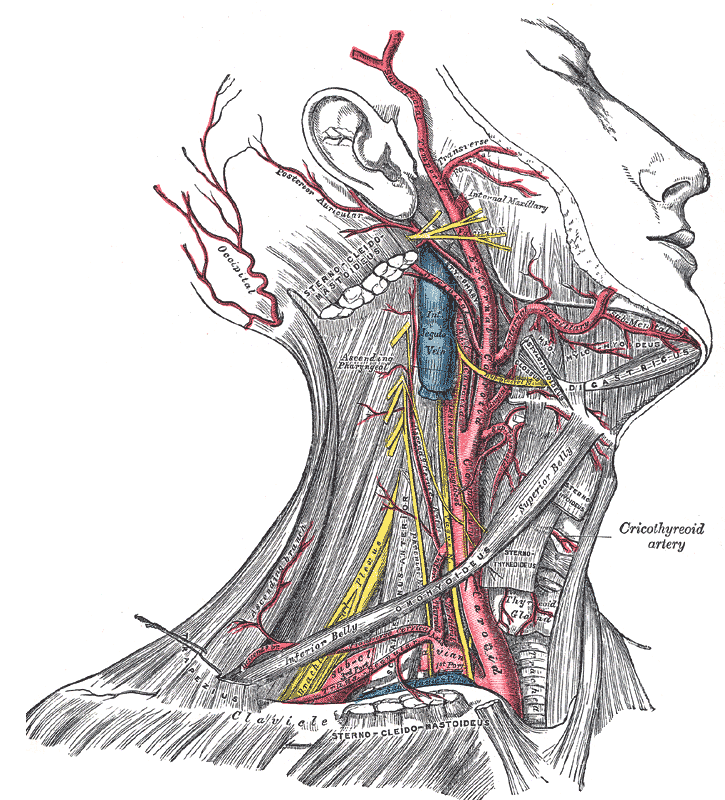
Dissecció superficial del costat dret del coll, mostrant les artèries caròtides comunes i subclàvies

En anatomia, les artèries caròtides comunes esquerra i dreta, o simplement caròtides, són artèries que subministren el cap i el coll amb sang oxigenada ; es divideixen al coll per formar les artèries caròtides externa i interna.

## Estructura
Les artèries caròtides comunes estan presents als costats esquerre i dret del cos. Aquestes artèries s'originen a partir de diferents artèries però segueixen recorreguts simètrics. La caròtide comuna dreta s'origina al coll a partir del tronc braquiocefàlic; l'esquerra de l'arc aòrtic al tòrax. Aquestes es divideixen en les artèries caròtides externes i internes a la vora superior del cartílag tiroide, al voltant del nivell de la quarta vèrtebra cervical.
Es pot pensar que l'artèria caròtide comuna esquerra té dues parts: una part toràcica (pit) i una part cervical (coll). La caròtide comuna dreta s'origina al coll o prop del coll i només conté una petita porció toràcica. Hi ha estudis a la literatura de bioenginyeria que han estudiat la caracterització de l'estructura geomètrica de l'artèria caròtide comuna tant des del punt de vista qualitatiu com des del punt de vista matemàtic (quantitatiu).
Els diàmetres mitjans de les caròtides comunes en mascles i femelles adults són de 6,5 mm i 6,1 mm respectivament.

### Al pit
Només l'artèria caròtide comuna esquerra té una presència substancial al tòrax. S'origina directament de l'arc aòrtic i viatja cap amunt a través del mediastí superior fins al nivell de l'articulació esternoclavicular esquerra.
Durant la part toràcica del seu recorregut, l'artèria caròtide comuna esquerra es relaciona amb les següents estructures: davant, està separada del manubri de l'estern pels músculs esternohioidal i esternotiroidal, les porcions anteriors de la pleura i el pulmó esquerres, el vena braquiocefàlica esquerra, i les restes del tim ; darrere, es troba a la tràquea, l'esòfag, el nervi laringi recurrent esquerre i el conducte toràcic .
Al seu costat dret a sota hi ha el tronc braquiocefàlic, i per sobre, la tràquea, les venes tiroidals inferiors i les restes del tim; al seu costat esquerre hi ha els nervis vag i frènic esquerre, la pleura esquerra i el pulmó. L' artèria subclàvia esquerra és posterior i lleugerament lateral a ella.

### Al coll

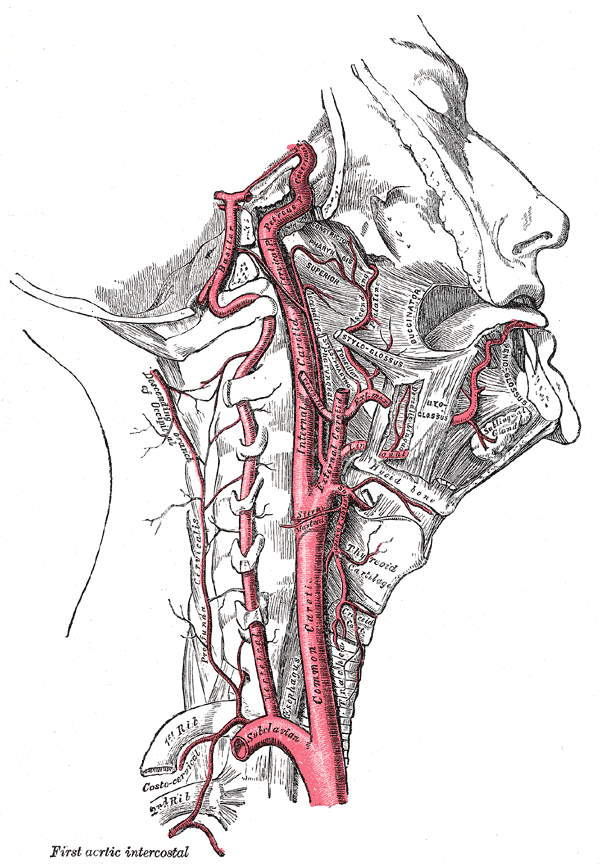
Artèries del coll. L'artèria caròtide comuna dreta, etiquetada com "common carotid"a la figura, es divideix en l'artèria caròtide interna dreta i l'artèria caròtide externa.

Les porcions cervicals de les caròtides comunes s'assemblen tan a prop que una descripció s'aplicarà a totes dues.
Cada vas passa obliquament cap amunt, des de darrere de l'articulació esternoclavicular fins al nivell de la vora superior del cartílag tiroide, on es divideix.
A la part inferior del coll les dues artèries caròtides comunes estan separades entre si per un interval molt estret que conté la tràquea; però a la part superior, la glàndula tiroide, la laringe i la faringe separen les dues artèries.
L'artèria caròtide comuna està continguda en una beina coneguda com a beina caròtide, que es deriva de la fàscia cervical profunda i tanca també la vena jugular interna i el nervi vague, la vena que es troba lateral a l'artèria i el nervi entre l'artèria i la vena., en un pla posterior a tots dos. En obrir la funda, es veu que cadascuna d'aquestes tres estructures té una coberta fibrosa separada.
Aproximadament al nivell de la quarta vèrtebra cervical, l'artèria caròtide comuna es divideix (" bifurca " a la literatura) en una artèria caròtide interna (ACI) i una artèria caròtide externa (ACE). Mentre ambdues branques viatgen cap amunt, la caròtide interna pren un camí més profund (més intern), i finalment puja cap al crani per subministrar el cervell. L'artèria caròtide externa viatja més a prop de la superfície i envia nombroses branques que irriguen el coll i la cara.
A la part inferior del coll l'artèria caròtide comuna està molt assentada, quedant coberta pel tegument, la fàscia superficial, el múscul platisma, la fàscia cervical profunda, el múscul esternocleidomastoidal, l'esternohioidal, l'esternotiroidal i l'omohioidal ; a la part superior del seu recorregut és més superficial, quedant recobert només pel tegument, la fàscia superficial, el platisma, la fàscia cervical profunda i el marge medial de l'esternocleidomastoidal.
Quan el múscul esternocleidomastoidal s'estira cap enrere, es veu que l'artèria està continguda en un espai triangular conegut com a triangle caròtide. Aquest espai està limitat per darrere per l'esternocleidomastoidal, a dalt per l'estilohioidal i el ventre posterior del múscul digàstric, i per sota pel ventre superior de l'omohioidal.
Aquesta part de l'artèria és travessada obliquament, de la seva cara medial a la seva lateral, per la branca esternocleidomastoidal de l'artèria tiroidal superior ; també és travessada per les venes tiroidals superior i mitjana (que acaben a la vena jugular interna); descendint per davant de la seva beina hi ha la branca descendent del nervi hipoglòs, aquest filament està unit per una o dues branques dels nervis cervicals, que travessen el vas obliquament.
De vegades, la branca descendent del nervi hipogloss està continguda dins de la beina.
La vena tiroidal superior travessa l'artèria prop de la seva terminació, i la vena tiroidal mitjana una mica per sota del nivell del cartílag cricoide ; la vena jugular anterior travessa l'artèria just per sobre de la clavícula, però n'està separada per l'esternohioidal i l'esternotiroidal.
Darrere, l'artèria està separada dels processos transversals de les vèrtebres cervicals pels músculs longus colli i longus capitis, interposant-se el tronc simpàtic entre aquesta i els músculs. L' artèria tiroidal inferior es creua per darrere de la part inferior del vas.
Medialment, està en relació amb l'esòfag, la tràquea i la glàndula tiroides (que se'l superposa), interposant-se l'artèria tiroidal inferior i el nervi laringi recurrent ; més amunt, amb la laringe i la faringe. Lateral a l'artèria, dins de la beina caròtide amb la caròtide comuna, hi ha la vena jugular interna i el nervi vag.
A la part inferior del coll, a la part dreta del cos, el nervi laringi recurrent dret creua obliquament per darrere de l'artèria; la vena jugular interna dreta divergeix de l'artèria. Al costat esquerre, però, la vena jugular interna esquerra s'acosta i sovint se superposa a la part inferior de l'artèria.
Darrere de l'angle de bifurcació de l'artèria caròtide comuna hi ha un cos oval de color marró vermellós conegut com a cos caròtide. Té una estructura similar al cos coccígic que es troba a l'artèria sacra mitjana .
Les relacions de la regió cervical de l'artèria caròtide comuna es poden discutir en dos punts:
- Relacions internes dels òrgans presents a l'interior de la beina caròtide
- dues relacions externes de la beina caròtide

## Circulació col·lateral
Les principals comunicacions fora del crani tenen lloc entre les artèries tiroidals superior i inferior, i l'artèria cervical profunda i la branca descendent de l'artèria occipital ; l'artèria vertebral ocupa el lloc de l'artèria caròtide interna dins del crani.

## Variació
La caròtide comuna dreta pot elevar-se per sobre del nivell de la vora superior de l'articulació esternoclavicular ; aquesta variació es produeix al voltant del 12 per cent dels casos.
En altres casos, l'artèria del costat dret pot sorgir com una branca separada de l'arc de l'aorta, o en conjunció amb la caròtide esquerra.
La caròtide comuna esquerra varia més en el seu origen que la dreta.
En la majoria dels casos anormals sorgeix amb el tronc braquiocefàlic ; si aquesta artèria està absent, les dues caròtides sorgeixen normalment per un sol tronc.
Rarament s'uneix amb l'artèria subclàvia esquerra, excepte en els casos de transposició de l'arc aòrtic.

### Punt de divisió
En la majoria dels casos anormals, la bifurcació es produeix més enllà de l'habitual, l'artèria es divideix oposada o fins i tot per sobre de l'os hioide ; més rarament, apareix per sota, oposat a la meitat de la laringe, o a la vora inferior del cartílag cricoide. En almenys un cas notificat, l'artèria només era de 4 cm de llarg i dividit a l'arrel del coll.
Molt poques vegades, l'artèria caròtide comuna ascendeix pel coll sense cap subdivisió, ja que no hi ha la caròtide externa ni la interna; i en alguns casos s'ha trobat que la caròtide comuna és absent, les caròtides externes i internes sorgeixen directament de l'arc de l'aorta.
Aquesta peculiaritat va existir a banda i banda en alguns casos, a un costat en altres.

### Branques ocasionals
La caròtide comuna no sol desprendre cap branca prèvia a la seva bifurcació, però ocasionalment dona origen a l'artèria tiroidal superior o la seva branca laringea, l'artèria faríngia ascendent, l'artèria tiroidal inferior o, més rarament, l'artèria vertebral .

## Importància clínica
L'artèria caròtide comuna s'utilitza sovint per mesurar el pols, especialment en pacients que estan en xoc i que no tenen un pols detectable a les artèries més perifèriques del cos. El pols es pren palpant l'artèria només profundament fins a la vora anterior del múscul esternocleidomastoidal al nivell de la vora superior del cartílag tiroide.
S'ha estimat que la presència d'un pols caròtide indica una pressió arterial sistòlica de més de 40 mmHg, tal com dona el percentil del 50%.
La carotidínia és una síndrome marcada per dolor de l'artèria caròtide prop de la bifurcació.
L'estenosi caròtide pot ocórrer en pacients amb aterosclerosi.
El gruix íntima-mitjana de la paret de l'artèria caròtide és un marcador d'aterosclerosi subclínica, augmenta amb l'edat i amb l'exposició a llarg termini a la contaminació atmosfèrica per partícules.

## Galeria

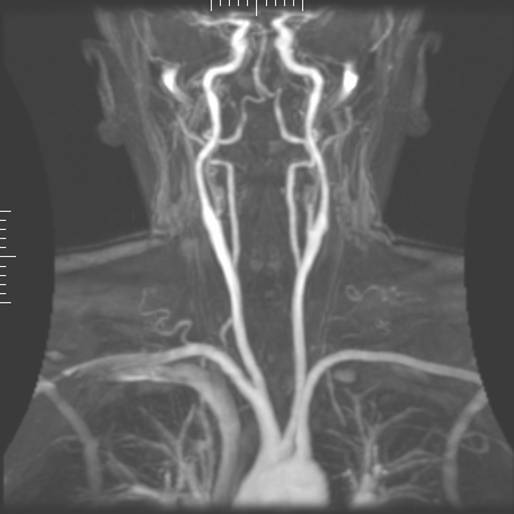
Angiografia per ressonància magnètica
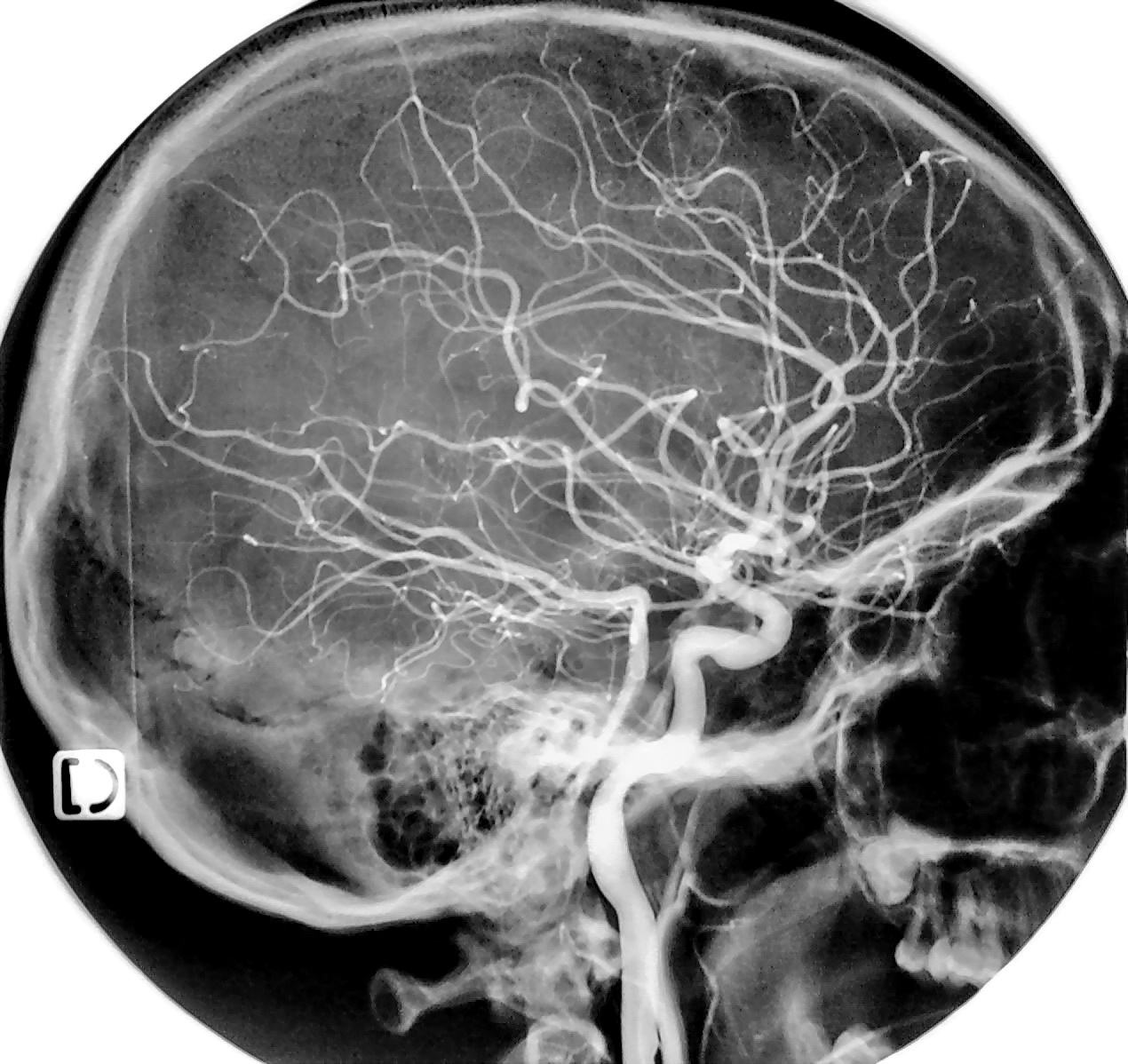
Arteriografia carotidal normal
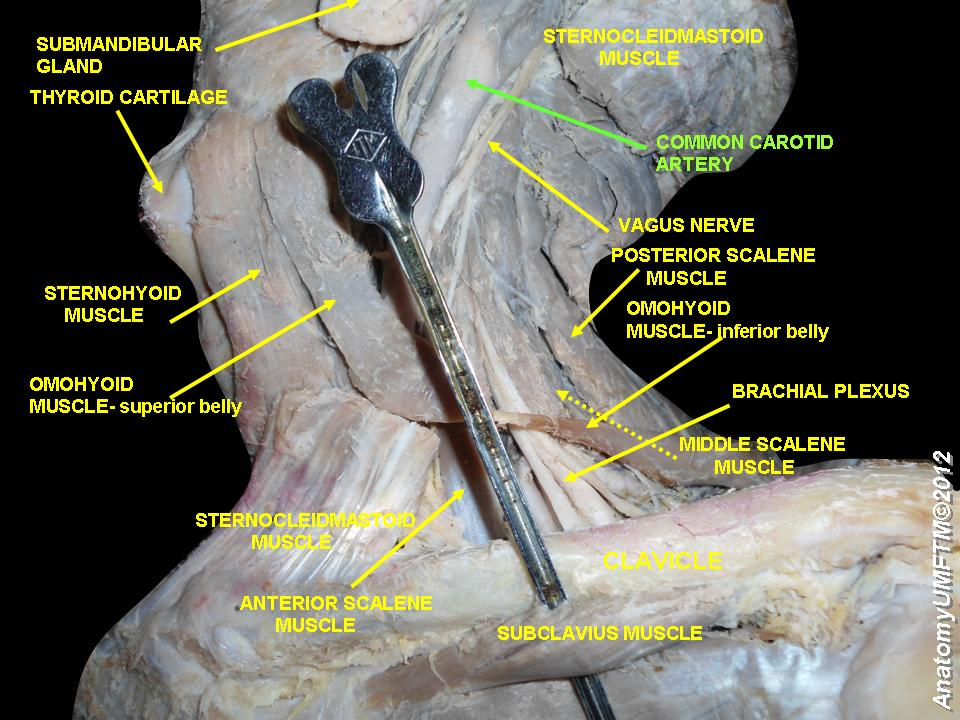
Artèria caròtide comuna
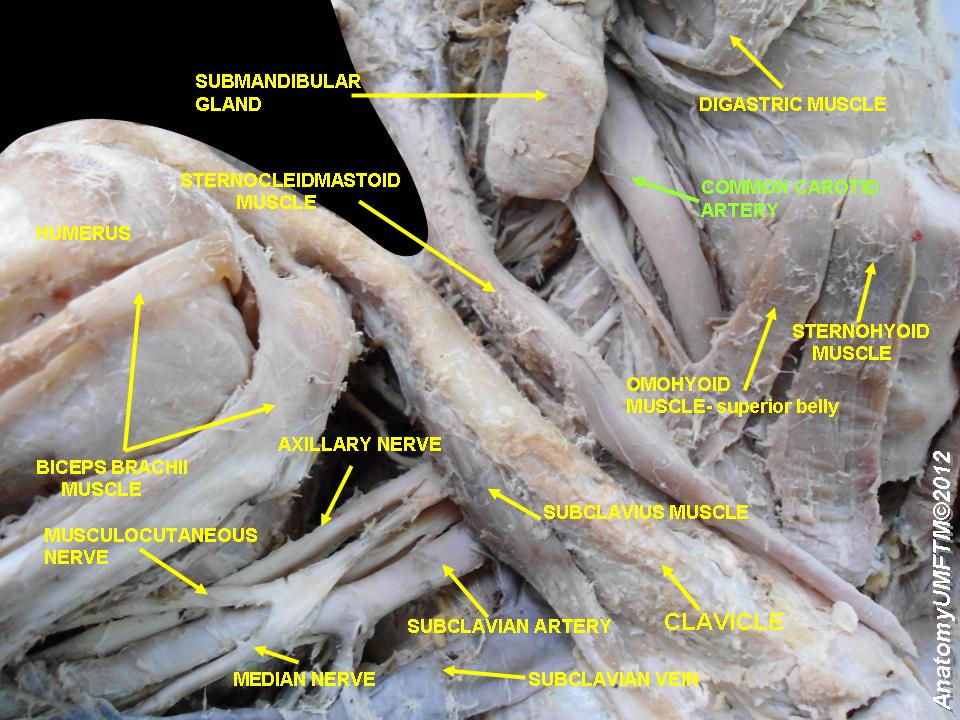
Artèria caròtide comuna - vista dreta
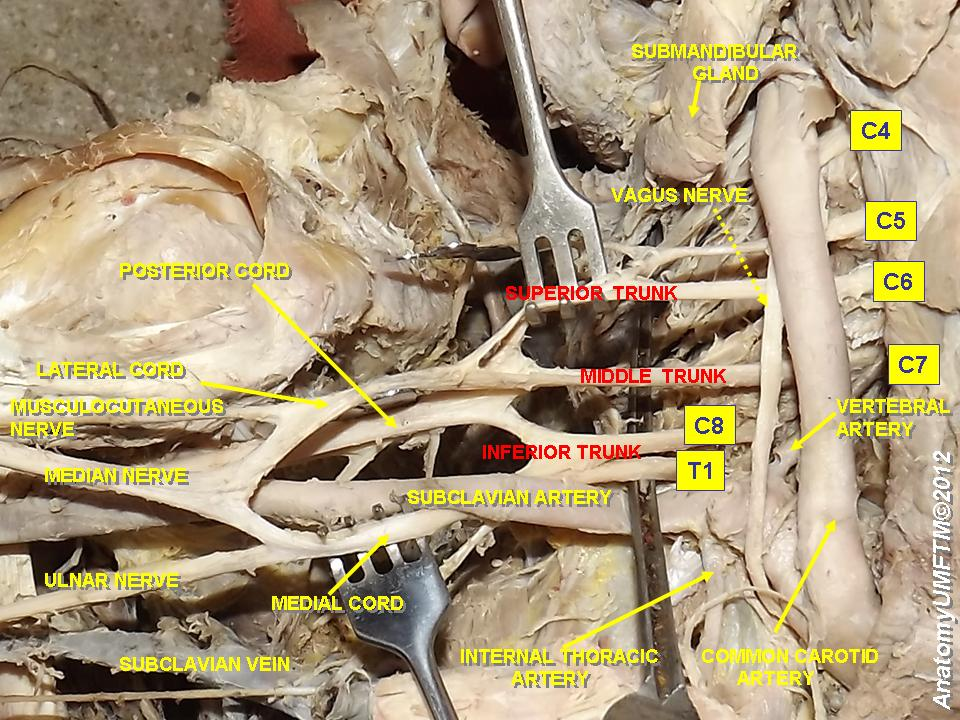
Plexe braquial i artèria caròtide comuna
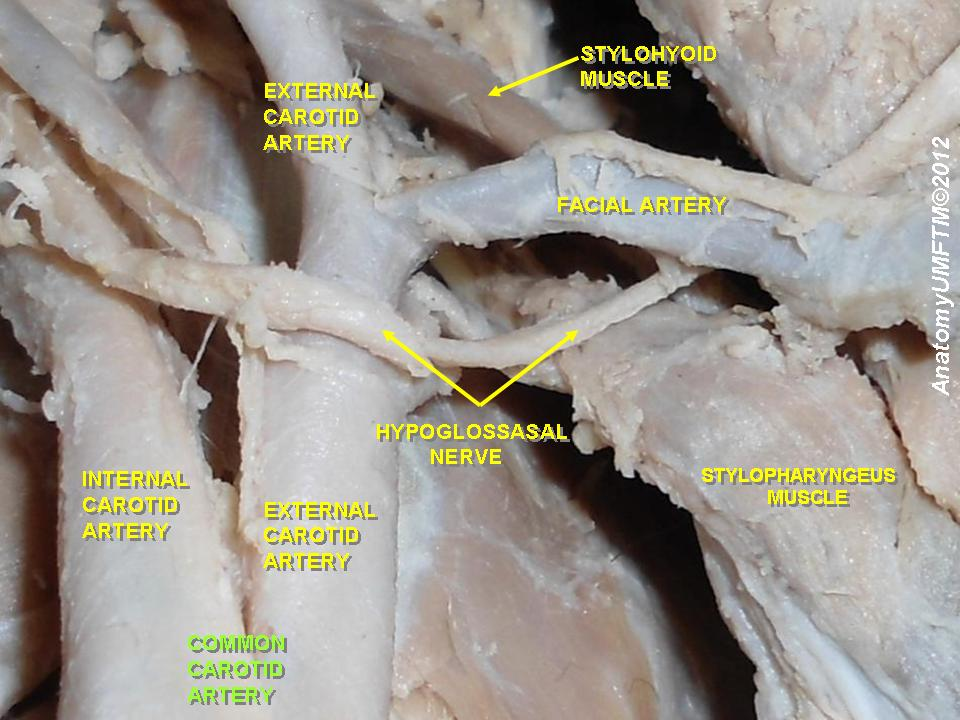
Artèria caròtide comuna
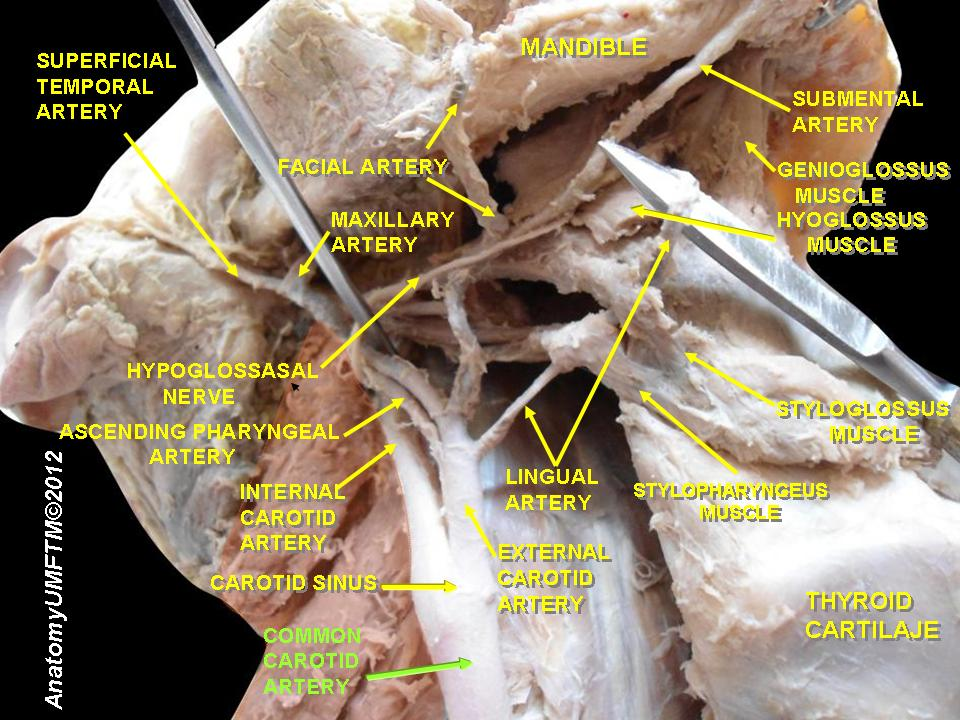
Artèria caròtide comuna
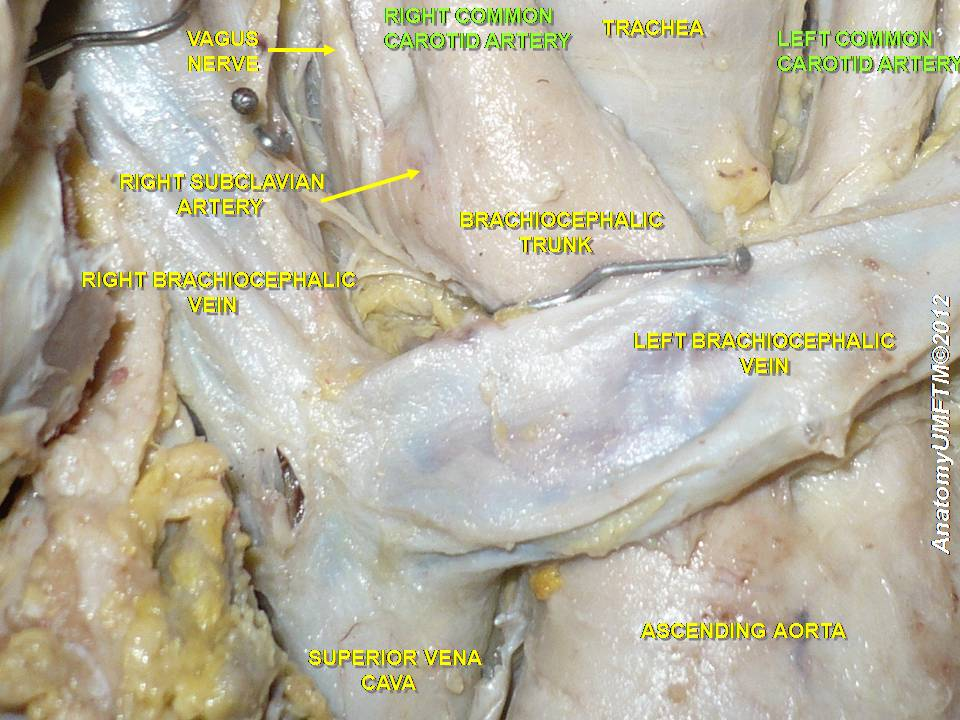
Artèries caròtides comunes dreta i esquerra